# Степанов, Сергей Михайлович (регбист)
Сергей Михайлович Степанов (род. 17 января 1992, Москва) — российский регбист, играющий на позиции центрового и крайнего трехчетвертного в команде «Слава» и в Сборной России по регби-7. Мастер спорта России.

## Карьера
Сергей познакомился с регби благодаря своему другу в 2003 г. Первые тренировки проходили под руководством тренера Синельниковой И. А. в школе ДЮСШ 103 Южное Тушино.
В 2012 г. Сергей вступил в московский регбийный клуб Слава, где играет и по сей день.
Карьеру в сборной игрок начал со сборных России U-18 и U-20. В 2018 г. начал играть за сборную России по регби-7.